# الدار (المخادر)

تعديل مصدري - تعديل

الدار محلة تابعة لقرية العميق، التابعة لعزلة بني سرحة بمديرية المخادر إحدى مديريات محافظة إب في الجمهورية اليمنية، بلغ تعداد سكانها 57 حسب تعداد اليمن لعام 2004.